# مکلین مک‌کارتی
مکلین مک‌کارتی (انگلیسی: Maclyn McCarty؛ ۹ ژوئن ۱۹۱۱ – ۲ ژانویهٔ ۲۰۰۵) یک نسل‌شناس اهل ایالات متحده آمریکا بود.